# Oncle Archibald
Oncle Archibald è il quinto album del cantautore francese Georges Brassens ed è stato pubblicato nel 1957.

## Tracce
1. Oncle Archibald – 3' 29"
2. L'Amandier (dal film Il quartiere dei lillà) – 2' 21"
3. La Marche nuptiale – 3' 56"
4. Au bois de mon cœur (dal film Il quartiere dei lillà) – 3' 01"
5. Celui qui a mal tourné – 2' 30"
6. Grand-père – 3' 58"
7. Les Lilas – 2' 45"
8. Philistins (poesia di Jean Richepin) – 1' 45"
9. Le Vin (dal film Il quartiere dei lillà) – 2' 49"

## Musicisti
- Georges Brassens: voce, chitarra
- Pierre Nicolas: contrabbasso
- Antoine Schessa  : seconda chitarra